# Zhao Ziyang
Zhao Ziyang (în chineză simplificată: 赵|紫|阳; în chineză tradițională: 趙|紫|陽; pinyin: Sū Zhù) (n. 17 octombrie 1919, Hua County⁠(d), 河南省⁠(d), Republica Chineză – d. 17 ianuarie 2005, Beijing, Republica Populară Chineză) a fost un om de stat înalt în China. El a fost premier al Republicii Populare Chineze (1980-1987), vicepreședinte (1981-1982) și secretar general (1987-1989) al Partidului Comunist Chinez. El a pierdut puterea din cauza neoautoritarismului reformativ și a susținerii Protestelor din Piața Tiananmen din 1989.
În calitate de înalt oficial guvernamental, Zhao a criticat politicile maoiste și a contribuit la implementarea reformelor pieței libere, mai întâi în Sichuan și ulterior la nivel național. A apărut pe scena națională ca urmare a sprijinului lui Deng Xiaoping după Revoluția Culturală. Susținător al privatizării întreprinderilor de stat, al separării între partid și stat și a reformelor generale ale pieții economice, a căutat măsuri de eficientizare a birocrației din China și de combatere a corupției, chestiuni care au pus în discuție legitimitatea partidului în anii '80. Multe dintre aceste puncte de vedere au fost împărtășite de Ya Yaobang, care era atunci secretarul general al Partidului Comunist Chinez.